# Jesús Rubio García-Mina
Jesús Rubio García-Mina (Pampelune, 1908 - Madrid, 1976) était un juriste, haut fonctionnaire, professeur d'université, académicien et homme politique espagnol. 
Issu d’une famille de magistrats, il suivit une formation de droit à Madrid, qu’il compléta par des séjours dans diverses universités européennes. En 1933, il apporta son concours à la fondation de la Phalange, dont il devint un membre de la première heure. Au lendemain de la Guerre civile, où il avait pris fait et cause pour le camp nationaliste, il fut nommé d’abord sous-secrétaire du ministère de l’Éducation nationale, puis à la tête dudit ministère, dont il sera le titulaire de 1956 à 1962. Durant son mandat, il réforma l’enseignement technique (dans le but en particulier de fournir la nécessaire main-d’œuvre qualifiée à l’économie espagnole alors en plein développement) et œuvra à améliorer le système éducatif en général.
Remercié par Franco en 1966, il continua d’enseigner le droit commercial à l’université de Madrid et fut actif au sein de différentes instances éducatives et culturelles.

## Biographie

### Origines familiales et formation
Né le 15 août 1908 à Pampelune, au sein d’une famille à longue tradition judiciaire — le père, le grand-père et l’arrière-grand-père étaient magistrats, le père siégeant même au Tribunal suprême —, Jesús Rubio García-Mina fit à son tour des études de droit à Madrid et obtint son doctorat avec le prix extraordinaire. Ensuite, il fut engagé sur concours, à la première place de sa promotion, dans le Corps de juristes (Cuerpo de letrados) des Cortes et, tout en occupant son poste, s’en alla compléter sa formation entre 1932 et 1934 dans les universités de Vienne, de Munich et de Paris.
Durant ces années, il lia connaissance avec José Antonio Primo de Rivera et contribua à fonder Falange Española, parti auquel il adhéra dès sa création le 29 octobre 1933. À l’éclatement de la Guerre civile, qui le surprit dans Madrid demeurée républicaine, il décida, redoutant des représailles à son encontre en raison de sa qualité de phalangiste, de se réfugier dans l’ambassade du Chili. La Guerre civile terminée, il fut nommé en 1939 à la tête du Secrétariat général du parti unique FET y de las JONS, en même temps qu’il fut désigné vice-président du Conseil national de l’éducation, charges qu’il allait assumer jusqu’à la décennie 1950. Il exerça parallèlement la fonction de sous-secrétaire du ministère de l’Éducation nationale entre octobre 1939 et juillet 1951, c’est-à-dire pendant les douze années où l’homme politique catholique José Ibáñez Martín détenait ce portefeuille,.

### Ministre de l’Éducation nationale (1956-1962)
À l’occasion du remaniement gouvernemental de 1956, il fut désigné par Franco à la tête du ministère de l’Éducation nationale, en remplacement de Joaquín Ruiz-Giménez, limogé en raison de son différend avec le ministre de l’Intérieur lors des troubles universitaires de 1956. En effet, le mécontentement dans les milieux étudiants opposés à la prépondérance de la Phalange à l’université de Madrid avait fini par éclater au grand jour, et le 9 février de cette année 1956, des échauffourées avaient débouché sur la mort par balle d’un étudiant phalangiste lors d’une manifestation à Madrid. Afin de résoudre la crise, Franco se mit en devoir de limoger le ministère de tutelle, le catholique Joaquín Ruiz Giménez, et de lui substituer Rubio García-Mina, eu égard à sa qualité de phalangiste modéré de la première heure (« vieille chemise ») et à son expérience comme technicien du ministère concerné, acquise par lui durant son mandat de sous-secrétaire. C’est en rapport aussi avec ces mêmes événements madrilènes de 1956 que Rubio García-Mina lança son fameux « aux étudiants d’étudier », qui allait désormais servir de mot d’ordre stéréotypé pour le régime contre toute agitation estudiantine.
En tant que ministre, il se fixa pour priorités de réformer l’enseignement technique et d’améliorer le système éducatif en général, qui souffrait d’un manque chronique de moyens et présentait de médiocres résultats, témoin les huit millions d’analphabètes que l’Espagne comptait encore dans la décennie 1950. Dans le domaine de l’enseignement technique, sa principale réalisation est la loi de juillet 1957 portant règlementation des enseignements techniques, loi conçue dans le but de fournir à l’économie espagnole, alors entraînée dans une industrialisation rapide, les travailleurs techniques spécialisés dont elle avait un pressant besoin. Il plaça les écoles d’ingénieurs et d’architectes sous tutelle du ministère de l’Éducation nationale et les dota d’une structure universitaire, les répartissant entre les écoles de degré moyen et celles de degré supérieur. Il œuvra à développer l’enseignement primaire et conçut le projet ambitieux de construire 25 000 nouvelles écoles en cinq ans. De même, il s’appliqua à accroître l’enseignement moyen (dont les effectifs d’élèves allaient presque doubler entre 1956 et 1962), subdivisa en différentes spécialités le cursus de licence (bachillerato), instaura de nouvelles modalités d’enseignement public, et créa la possibilité de cours du soir pour travailleurs adultes.
En 1954, il fut nommé titulaire de la chaire de droit commercial à l’université de Madrid.

### Carrière ultérieure
En 1966, après sa destitution comme ministre, Rubio García-Mina fut désigné à la présidence du Tribunal de défense de la concurrence, organisme mis sur pied en juillet 1963, et qu’il allait présider jusqu’à la fin de la dictature franquiste.
Il exerça comme membre puis comme président du Real Patronato du musée du Prado, siégea comme membre du conseil d’administration de la Banque d'Espagne, occupa le poste de vice-président du Patronato de Museos (assemblée chargée d’administrer les musées d’Espagne), devint membre en 1971 de l’Académie royale de jurisprudence et de législation (Real Academia de Jurisprudencia y Législation), et fut d’autre part vice-président du Conseil national de l’éducation,, conseiller électif du Conseil d’État, membre du Conseil supérieur de la recherche scientifique (CSIC), et membre de la Commission de conseil de l’Office ibéro-américain de l’éducation.
« Vieille Chemise » (adhérent de la première heure) de la Phalange, Rubio García-Mina appartenait donc à la fraction phalangiste de la coalition au pouvoir sous le régime de Franco et siégea comme procurateur (député) aux Cortes franquistes de 1943 à 1951 et de 1956 à 1962,.
Il est l’auteur d’un ouvrage intitulé Introducción al Derecho mercantil (littér. Introduction au droit commercial) paru en 1969. On lui doit également un cours de droit des sociétés anonymes, publié en 1964.

## Distinctions
- Grand-croix de l’ordre d’Alphonse X le Sage (1951)[9].
- Grand-croix de l’ordre de San Raimundo de Peñafort (1957)[10].
- Víctor de Oro du SEU (1962)[11].